# Івашиніна Катерина Данилівна
Катерина Данилівна Іваши́ніна (нар. 7 грудня 1908, Київ — пом. 12 березня 1997, Київ) — українська художниця; член Спілки радянських художників України з 1960 року.

## Біографія
Народилася 24 листопада [7 грудня] 1908 року в місті Києві (нині Україна). Протягом 1930—1934 років навчалася на факультеті монументального живопису Київського художнього інституту, одночасно з 1931 року працювала художником заводу «Більшовик». Протягом 1937—1941 років навчалася на факультеті станкового живопису Київського художнього інституту, одночасно у 1938—1939 роках викладала у студії одного з київських Будинків піонерів. Її викладачами були Микола Рокицький, Олександр Фомін, Михайло Шаронов, Костянтин Єлева, Абрам Черкаський, Карпо Трохименко.
Упродовж 1941—1944 років жила в Актюбінську, де у 1941—1943 роках викладала у середній школі та у 1942—1944 роках — у студії Будинку піонерів. У 1946—1947 роках працювала науковим співробітником відділу живопису, графіки і скульптури Музею українського образотворчого мистецтва у Києві; у 1964—1977 роках — старшим редактором видавництва «Мистецтво». Жила у Києві в будинку на вулиці Червоноармійській, № 12, квартира № 10. Померла у Києві 12 березня 1997 року.

## Творчість
Працювала у галузях станкового живопису і станкової графіки. Авторка портретів, пейзажів, натюрмортів у реалістичному стилі. Серед робіт:
живопис
- «Будинок на сонці» (1945, олія);
- «Заслужений учитель УРСР Н. Любимова» (1947);
- «Засновник колгоспного руху в Україні Я. Іванченко» (1949);
- «Пасіка» (1949, олія);

графіка
- «Бульдонежі» (1957, гуаш);
- «Дніпро біля Вишгорода» (1957, гуаш);
- «Горобина» (1961, гуаш);
- «Білі маки» (1964, акварель);
- «Хурма» (1967, акварель);
- «Троянди» (1968, гуаш);
- «Ніч у порту» (1971, акварель);
- «Сонячний натюрморт» (1972, акварель);
- «Бузок і конвалія» (1972, гуаш);
- «Ясний місяць» (1972, акварель);
- «Квіти у синій вазі» (1974, акварель).

Брала участь у республіканських виставках з 1945 року. Персональна виставка відбулася у Миколаєві у 1971 році.

## У мистецтві
Живописний портрет художниці (темпера) у 1974 році виконала Зінаїда Зацепіна.